# Г'юетт (Вісконсин)
Г'юетт (англ. Hewett) — місто (англ. town) в США, в окрузі Кларк штату Вісконсин. Населення — 295 осіб (2020).

## Демографія
Згідно з переписом 2010 року, у місті мешкали 293 особи в 126 домогосподарствах у складі 91 родини. Було 231 помешкання
Расовий склад населення:
| - 100,0 % — білих |

До двох чи більше рас належало 0,0 %. Частка іспаномовних становила 0,0 % від усіх жителів.
За віковим діапазоном населення розподілялося таким чином: 17,1 % — особи молодші 18 років, 66,5 % — особи у віці 18—64 років, 16,4 % — особи у віці 65 років та старші. Медіана віку мешканця становила 50,2 року. На 100 осіб жіночої статі у місті припадало 106,3 чоловіків;  на 100 жінок у віці від 18 років та старших — 100,8 чоловіків також старших 18 років.
Середній дохід на одне домашнє господарство  становив 65 487 доларів США (медіана — 62 639), а середній дохід на одну сім'ю — 71 249 доларів (медіана — 64 688). Медіана доходів становила 36 875 доларів для чоловіків та 31 750 доларів для жінок. За межею бідності перебувало 19,5 % осіб, у тому числі 27,8 % дітей у віці до 18 років та 10,9 % осіб у віці 65 років та старших.
Цивільне працевлаштоване населення становило 170 осіб. Основні галузі зайнятості: освіта, охорона здоров'я та соціальна допомога — 25,3 %, виробництво — 18,2 %, публічна адміністрація — 11,2 %, сільське господарство, лісництво, риболовля — 11,2 %.